# Gösta Olson (sportowiec)
Gustaf Adolf „Gösta” Olson (ur. 10 maja 1883 w Linköping, zm. 23 stycznia 1966 w Sztokholmie) – szwedzki gimnastyk i szermierz, członek szwedzkiej drużyny olimpijskiej w 1908 roku.
Został złotym medalistą olimpijskim w 1908 roku na Letnich Igrzyskach Olimpijskich w Londynie. Wystąpił na tych igrzyskach także w turnieju szpadzistów, odpadając w eliminacjach.